# Искра (Николаевский район)
Искра — село в Николаевском районе Волгоградской области России. Входит в состав Ленинское сельского поселения. Население 189 чел. (2010), из них 36 % (2002) — казахи.

## История
В соответствии с Законом Волгоградской области от 14 февраля 2005 года № 1005-ОД село вошёл в состав образованного Ленинского сельского поселения.

## География
Расположен на северо-востоке региона, по левобережью Волгоградского водохранилища, в пределах равнинной зоны Низкого Заволжья.

## Население
| 2010 |
| ---- |
| 189  |

Гендерный состав
По данным Всероссийской переписи населения 2010 года в гендерной структуре населения из 189 человек мужчин — 94, женщин — 95 (49,7 и 50,3 % соответственно).
Национальный состав
Согласно результатам переписи 2002 года, в национальной структуре населения
казахи	составляли 36 %, русские 35 % из общей численности населения в 179 чел..

## Инфраструктура
Развитое сельское хозяйство. Личное подсобное хозяйство.

## Транспорт
Выезд на автодорогу «Самара — Пугачёв — Энгельс — Волгоград» (идентификационный номер 118 ОП РЗ 18Р-2).
Остановка «Искра». Маршрутки «Николаевск — Бережновка», «Николаевск — Красный Мелиоратор», «Николаевск — Новый Быт».
Просёлочные дороги.